# Стівен Беквіт
Стівен Ван Волтер Беквіт (народився 20 листопада 1951 року в Медісоні, штат Вісконсін) — американський астроном, віцепрезидент Університету Каліфорнії з досліджень і аспірантури з 2008 року, а також професор астрономії Університету Каліфорнії в Берклі.

## Біографія
Беквіт вивчав «Інженерну фізику» в Корнелльському університеті та здобув ступінь доктора філософії з фізики в Каліфорнійському технологічному інституті. Після цього повернувся до Корнелла, де майже 13 років викладав і проводив дослідження як професор-асистент з астрономії. У 1982 році він став науковим співробітником Фонду Альфреда Слоуна.
У 1991 році він прийняв посаду директора Інституту астрономії Макса Планка в Гайдельберзі, де він залишався до 1998 року. У Гайдельберзі він відповідав, серед іншого, за німецько-іспанський телескоп у Калар-Альто. За спогадами Беквіта, його дружина в цей час працювала в Німеччині спочатку в IBM, а потім у SAP, однак німецьке законодавство так і не дозволило їй за 7 років отримати постійну позицію, і час від часу проводились все нові конкурси, щоб дати громадянам Німеччини можливість обійняти її позицію.
У 1998 році Беквіт повернувся до Сполучених Штатів і став директором Наукового інституту космічного телескопа, який відповідав, серед іншого, за експлуатацію космічного телескопа Габбла, і працював на цій посаді до 2005 року. В інституті він відповідав за 600 співробітників і річний бюджет 25 млн доларів. Коли в 2004 році НАСА вирішило не продовжувати експлуатацію телескопа Габбла, Беквіт виступив проти цього рішення, і в результаті воно було переглянуто в 2006 році.
Пішовши з посади директора Наукового інституту космічного телескопа, Беквіт став професором фізики та астрономії в Університеті Джона Гопкінса, залишившись заслуженим науковим співробітником Наукового інституту космічного телескопа. У 2008 році він був призначений віцепрезидентом Каліфорнійського університету.

## Наукова робота
Його дослідження зосереджені насамперед на еволюції галактик і екзопланетних систем і формуванні галактик у ранньому Всесвіті. У 2004 році він очолив дослідницьку групу, яка створила Hubble Ultra Deep Field, найглибше будь-коли зняте зображення Всесвіту у видимому світлі. Його доробок включає близько 200 наукових робіт, за які він отримав кілька міжнародних премій. З 2002 року він є «зовнішнім науковим членом» Інституту астрономії Макса Планка, а в 2004 році був обраний членом Американської академії мистецтв і наук.

## Особисте життя
Беквіт одружений на науковиці Сьюзан МакКормік, має двох дітей.

## Відзнаки
- Цитата від Science Digest: один із 100 найкращих учених США віком до 40 років (1984)
- Премія Макса Планка (1997)
- Реджентський лектор (Regents’ Lecturer) астрономії та фізики університету Каліфорнії

## Веб-посилання
- Steven Beckwith University of California
- Steven Beckwith named UC VP for research University of California
- Steven V. W. Beckwith Biography